# Vanilla walkeriae
Vanilla walkeriae là một loài thực vật có hoa trong họ Lan. Loài này được Wight miêu tả khoa học đầu tiên năm 1845.